# Hana Burzalová
Hana Burzalová (ur. 3 listopada 2000) – słowacka lekkoatletka specjalizująca się w chodzie sportowym, olimpijka z Paryża 2024.

## Kariera
Hana Burzalová w 2015 zdobyła wicemistrzostwo Słowacji U18 na dystansie 5000 m i halowy tytuł w tej samej kategorii wiekowej na 3000 m. Rok później została mistrzynią Słowacji U18 na dystansie 5000 m. W 2018 roku zajęła 24. miejsce na mistrzostwach świata U20 w chodzie na 10000 m. Na mistrzostwach Europy juniorów rok później zajęła 15. miejsce na 10 000 m.
Od 2020 roku zdobywa medale w mistrzostwach Słowacji. Posiada tytuły mistrzowskie na dystansach 10 000 m (2023), 20 000 m (2022), 10 km (2022 i 2023) i 35 km (2021 i 2025).
Od 2022 roku reprezentuje Słowację na imprezach rangi mistrzowskiej: mistrzostwach świata i Europy. Najwyższe miejsca to 18. na Mistrzostwach Europy w Monachium na 20 km w 2022 i 23. na 35 km na Mistrzostwach Świata w Budapeszcie w 2023.
Wystąpiła dwukrotnie na Letnich Igrzyskach Olimpijskich w Paryżu w 2024, gdzie na dystansie 20 km osiągnęła 37. pozycję i 18. miejsce w sztafecie mieszanej na dystansie maratonu z Dominikiem Černým. 
Zajęła 6. miejsce w plebiscycie na słowackiego lekkoatletę roku 2022 (Atlét roka 2022), w 2023 zajęła miejsce 9.

## Osiągnięcia

### Juniorskie

#### Międzynarodowe
| Rok  | Impreza                                | Miejsce | Konkurencja      | Pozycja     | Wynik    |
| ---- | -------------------------------------- | ------- | ---------------- | ----------- | -------- |
| 2018 | Mistrzostwa świata U20 w lekkoatletyce | Tampere | chód na 10 000 m | 24. miejsce | 49:57,70 |
| 2019 | Mistrzostwa Europy juniorów            | Borås   | chód na 10 000 m | 15. miejsce | 50:43,83 |

#### Krajowe
| Rok  | Impreza                         | Miejsce           | Konkurencja    | Pozycja    | Wynik    |
| ---- | ------------------------------- | ----------------- | -------------- | ---------- | -------- |
| 2015 | Mistrzostwa Słowacji U18        | Dubnica nad Váhom | chód na 5000 m | 2. miejsce | 26:44,40 |
| 2015 | Halowe mistrzostwa Słowacji U18 | Bratysława        | chód na 3000 m | 1. miejsce | 15:27,73 |
| 2016 | Mistrzostwa Słowacji U18        | Košice            | chód na 5000 m | 1. miejsce | 27:10,92 |

### Seniorskie

#### Międzynarodowe
| Rok  | Impreza                                | Miejsce    | Konkurencja                 | Pozycja     | Wynik   |
| ---- | -------------------------------------- | ---------- | --------------------------- | ----------- | ------- |
| 2022 | Mistrzostwa Świata                     | Oregon     | chód na 35 km               | 23. miejsce | 2:59:32 |
| 2022 | Mistrzostwa Europy                     | Monachium  | chód na 20 km               | 18. miejsce | 1:40:31 |
| 2023 | Drużynowe Mistrzostwa Europy w Chodzie | Podiebrady | chód na 20 kilometrów       | 32. miejsce | 1:42:29 |
| 2023 | Uniwersjada                            | Chengdu    | chód na 20 kilometrów       | 10. miejsce | 1:41:38 |
| 2023 | Mistrzostwa Świata                     | Budapeszt  | chód na 35 km               | 28. miejsce | 3:02:47 |
| 2024 | Drużynowe Mistrzostwa Świata w Chodzie | Antalya    | sztafeta mieszana w chodzie | 21. miejsce | 3:05:38 |
| 2024 | Mistrzostwa Europy                     | Rzym       | chód na 20 kilometrów       | 21. miejsce | 1:34:43 |
| 2024 | Igrzyska Olimpijskie                   | Paryż      | chód na 20 kilometrów       | 37. miejsce | 1:36:12 |
| 2024 | Igrzyska Olimpijskie                   | Paryż      | sztafeta mieszana w chodzie | 18. miejsce | 3:03:54 |
| 2025 | Drużynowe Mistrzostwa Europy w Chodzie | Podiebrady | chód na 20 kilometrów       | 11. miejsce | 1:31:48 |

#### Krajowe
| Rok  | Impreza                              | Miejsce         | Konkurencja      | Pozycja    | Wynik      |
| ---- | ------------------------------------ | --------------- | ---------------- | ---------- | ---------- |
| 2020 | Halowe mistrzostwa Słowacji seniorów | Bratysława      | chód na 3000 m   | 2. miejsce | 13:44,92   |
| 2020 | Halowe mistrzostwa Słowacji seniorów | Banská Bystrica | chód na 3000 m   | 3. miejsce | 15:07,08   |
| 2020 | Mistrzostwa Słowacji seniorów        | Borský Mikuláš  | chód na 10 km    | 2. miejsce | 53:27      |
| 2021 | Mistrzostwa Słowacji seniorów        | Banská Bystrica | chód na 35 km    | 1. miejsce | 3:08:43    |
| 2021 | Mistrzostwa Słowacji seniorów        | Borský Mikuláš  | chód na 10 km    | 2. miejsce | 47:48      |
| 2021 | Mistrzostwa Słowacji seniorów        | Dudince         | chód na 20 km    | 3. miejsce | 1:46:25    |
| 2022 | Mistrzostwa Słowacji seniorów        | Borský Mikuláš  | chód na 10 km    | 1. miejsce | 48:11      |
| 2022 | Mistrzostwa Słowacji seniorów        | Banská Bystrica | chód na 20 000 m | 1. miejsce | 1:38:13,64 |
| 2023 | Mistrzostwa Słowacji seniorów        | Borský Mikuláš  | chód na 10 km    | 1. miejsce | 47:32      |
| 2023 | Mistrzostwa Słowacji seniorów        | Banská Bystrica | chód na 10 000 m | 1. miejsce | 46:04,59   |
| 2023 | Mistrzostwa Słowacji seniorów        | Banská Bystrica | chód na 20 000 m | 2. miejsce | 1:37:00,2  |
| 2023 | Mistrzostwa Słowacji seniorów        | Podiebrady      | chód na 20 km    | 3. miejsce | 1:42:29    |
| 2024 | Mistrzostwa Słowacji seniorów        | Żytawa          | chód na 35 km    | 2. miejsce | 2:56:41    |
| 2025 | Mistrzostwa Słowacji seniorów        | Dudince         | chód na 35 km    | 1. miejsce | 2:50:52    |

## Życie prywatne
Po zakończeniu chodu na 35 km na mistrzostwach świata w Budapeszcie w 2023 roku, na mecie oświadczył się jej słowacki chodziarz Dominik Černý.